# جیمی کینگ
جِایمی کینگ (انگلیسی: Jaime King؛ زاده ۲۳ آوریل ۱۹۷۹) بازیگر و مدل آمریکایی است. او در دوران حرفه مدلینگ و اوایل بازیگری‌اش، از نام‌های جیمی کینگ و جیمز کینگ استفاده می‌کرد.
به عنوان یک مدل موفق، کینگ در سال ۱۹۹۳، زمانی که ۱۴ سال داشت توسط مایکل فلوتی، استعدادیاب آمریکایی، کشف شد. او در مجلاتی مانند وگ، هارپرز بازار، مادمازل و دیگر مجلات مد ظاهر شد. کینگ از سال ۱۹۹۸ وارد عرصه بازیگری شد و نقش‌های کوچکی را در سینما ایفا کرد. اولین فعالیت جدی او در سینما در سال ۲۰۰۱ و با فیلم پرل هاربر اتفاق افتاد و اولین نقش اصلی او در فیلم راهب ضدگلوله (۲۰۰۳) بود. پس از آن، کینگ در فیلم‌های موفقی نظیر شهر گناه (۲۰۰۵) و ولنتاین خونین من (۲۰۰۹) ظاهر شد. از سال ۲۰۱۱ تا ۲۰۱۵، او در مجموعه تلویزیونی هارت آو دیکسی حضور یافت. کینگ صداپیشه شخصیت آورا سینگ در مجموعه جنگ ستارگان: جنگ‌های کلون است.

## اوایل زندگی
کینگ در حومه شهر اوماها، نبراسکا زاده شد. مادرش، نانسی کینگ، ملکه زیبایی سابق و پدرش، رابرت کینگ است. او یک خواهر بزرگتر به نام سندی، یک خواهر کوچکتر به نام بری و یک برادر کوچکتر به نام رابرت (رابی) دارد. والدین او در سال ۱۹۹۴ از یکدیگر جدا شدند. کینگ در استودیو نانسی بوندز، مدرسه مدلینگ، حضور یافت و در سال ۱۹۹۵ تحصیلات دبیرستانی خود را به منظور پیگیری حرفه مدلینگ رها کرد تا به شهر نیویورک برود. او بعدها، در یک برنامه تحصیل در خانه، که توسط دانشگاه نبراسکا اوماها اداره می‌شد ثبت‌نام کرد.

## حرفه

### حرفه مدلینگ
کینگ در نوامبر ۱۹۹۳ و در ۱۴ سالگی، هنگام شرکت در نمایش مد فارغ‌التحصیلی استودیو نانسی بوندز، مدرسه مدلینگ، توسط مایکل فلوتی، استعدادیاب و نماینده آژانس‌های مدلینگ، کشف شد و به شهر نیویورک دعوت شد تا حرفه مدلینگ را به‌طور حرفه‌ای دنبال کند. او به شرکتی که تحت مدیریت جایمی ریشار، مدل معروف سابق، بود پیوست و برای جلوگیری از سردرگمی، کینگ تصمیم گرفت تا از نام مستعار دوران کودکی خود، جیمز، در طول دوران حرفه‌ای مدلینگ خود استفاده کند.
کینگ در اوایل دوران حرفه‌ای خود، به عنوان یک مدل لباس، بسیار موفق ظاهر شد. او در ۱۵ سالگی در مجلات مد وگ، مادمازل و آلور و در ۱۶ سالگی در مجلات مد گلامور و هارپرز بازار ظاهر شد. همچنین تصویر او در کاور استوری مجله نیویورک تایمز نیز منتشر شد.
در سال ۲۰۰۴، کینگ به همراه هلی بری، جولیان مور و اوا مندس به عنوان سخنگوی کمپین تبلیغاتی رولون انتخاب شد و تبلیغات آن‌ها در مجلات، تلویزیون و اینترنت به منظور فروش محصولات آرایشی و بهداشتی ارائه شد. در سال ۲۰۰۶، کینگ توسط جی-زی، مدیرعامل شرکت روکاویر، به عنوان چهره جدید تبلیغاتی زمستان ۲۰۰۶ انتخاب شد.

### حرفه بازیگری
پس از چندین نقش کوتاه سینمایی، کینگ اولین حضور قابل توجه خود را با فیلم عاشقانه حماسی پرل هاربر (۲۰۰۱) به کارگردانی مایکل بی، در نقش پرستار جنگ جهانی دوم، رقم زد. در همان سال نیز، عنوان استایل‌ساز را از جوایز هالیوود جوان دریافت کرد. در سال ۲۰۰۲ او در فیلم کمدی تنبل‌ها و در سال ۲۰۰۳ در فیلم اکشن راهب ضدگلوله به نقش‌آفرینی پرداخت که اولین فیلم اکشن نقش اصلی کینگ محسوب می‌شود. او در همان سال در موزیک ویدئو رابی ویلیامز نیز حضور یافت. او سال ۲۰۰۵ در فیلم شهر گناه به کارگردانی رابرت رودریگز که اقتباسی از کمیک‌های فرانک میلر بود، در نقش گلدی و وندی، روسپی‌های دوقلو، در مقابل میکی رورک ظاهر شد و در همان سال در فیلم درام دو نفر برای پول با آل پاچینو همبازی شد.

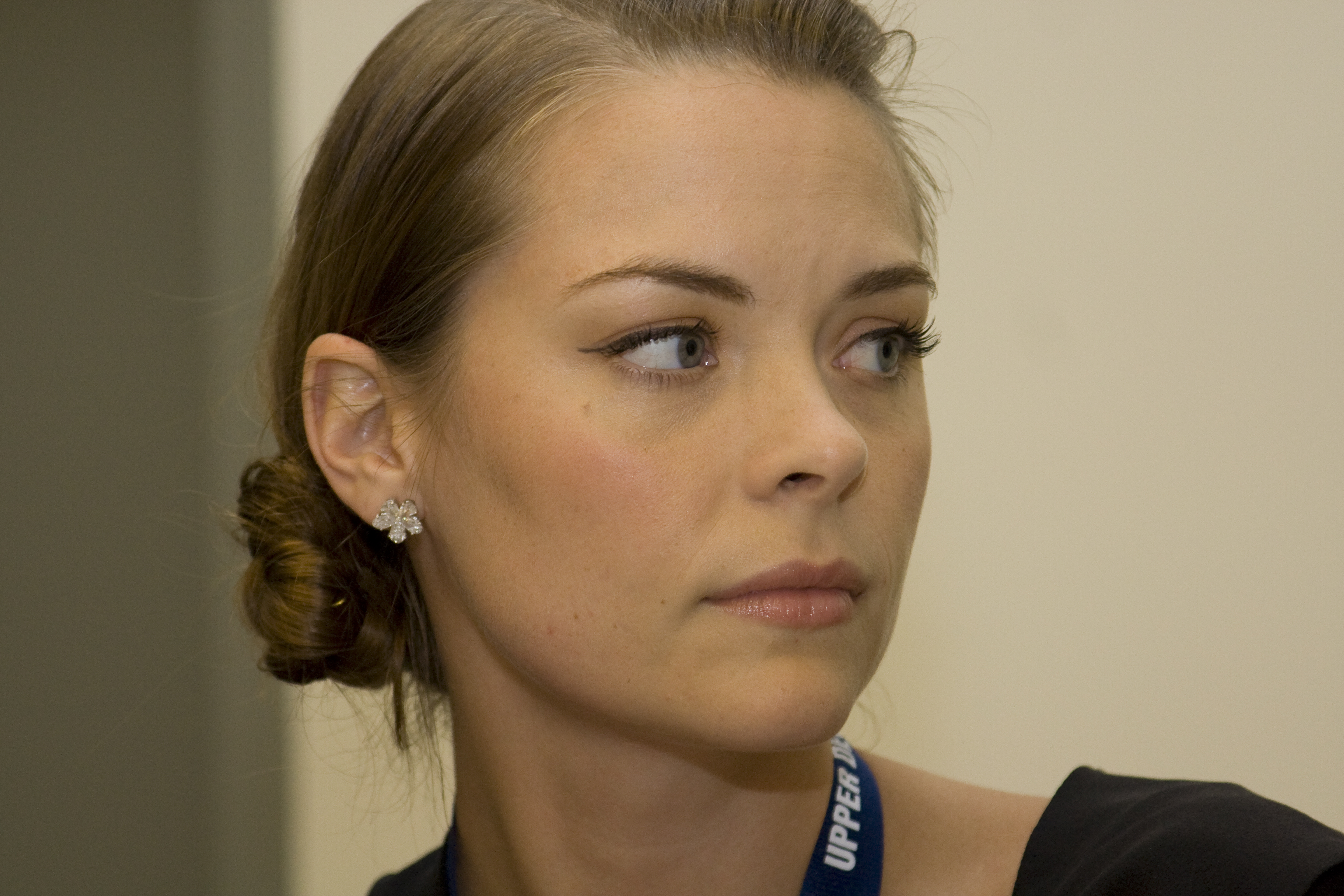
کینگ در کامیک-کان سن دیگو، ژوئیه ۲۰۰۸

پس از چندین نقش سینمایی دیگر، کینگ تصمیم به حضور در تلویزیون گرفت و در مجموعه‌های گری مجرد (۲۰۰۹–۲۰۰۸)، جنگ ستارگان: جنگ‌های کلون (۲۰۱۲–۲۰۰۹)، هارت آو دیکسی (۲۰۱۵–۲۰۱۱) و تابستان سیاه (۲۰۲۱–۲۰۱۹) حضور پررنگی داشت.

## زندگی شخصی
کینگ در اوایل حرفه مدلینگ خود شروع به استفاده از هروئین کرد و از ۱۴ سالگی تا ۱۹ سالگی به مواد اعتیاد داشت و برای درمان به مرکز توان‌بخشی رفت. دوست‌پسر او، دیوید سورنتی، عکاس ۲۰ ساله بر اثر بیماری کلیوی که تصور می‌شد در اثر مصرف زیاد هروئین ایجاد شده‌است، درگذشت. او در ۲۱ سالگی، مدت کوتاهی با کید راک قرار می‌گذاشت.
در ژانویه ۲۰۰۵، هنگام فیلم‌برداری فیلم پسرهای طرفدار، با کایل نیومن آشنا شد. این دو پس از سه ماه قرار، تصمیم به زندگی در کنار یکدیگر گرفتند. در ۲۳ نوامبر ۲۰۰۷ در لس آنجلس، در عمارت گری‌استون، جایی که نیومن از کینگ خواستگاری کرده‌بود، ازدواج کردند. در ۳ مه ۲۰۱۳، اعلام شد که کینگ و نیومن در انتظار اولین فرزندشان هستند. پسر آن‌ها در اکتبر ۲۰۱۳ زاده شد.
در سال ۲۰۱۴، کینگ مبارزات خود را با آندومتریوز و سندروم تخمدان پلی کیستیک که منجر به ناباروری می‌شد، آغاز کرد. کینگ قبل از اولین بارداری موفق خود، پنج مورد سقط جنین و یک حاملگی خارج‌رحمی داشت. در فوریه ۲۰۱۵، کینگ اعلام کرد که فرزند دوم خود را باردار است. پسر آن‌ها در ژوئیه همان سال زاده شد. تیلور سوئیفت مادرخوانده او است.
در مه ۲۰۲۰، کینگ پس از ۱۳ سال زندگی مشترک با نیومن، درخواست طلاق کرد. او نیومن را به خشونت خانگی متهم کرد و حکم بازداشت موقت علیه نیومن صادر شد.

## فیلم‌شناسی

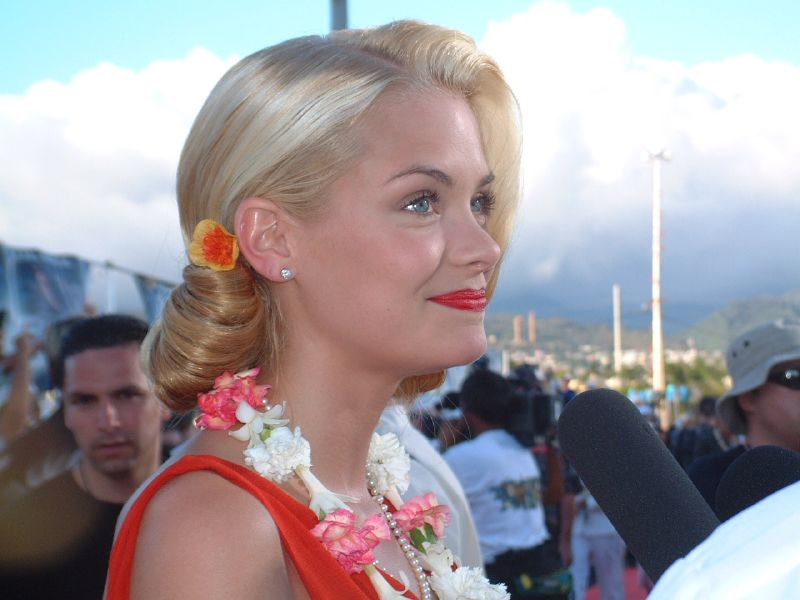
کینگ در مه ۲۰۰۱، فرش قرمز پرل هاربر در هاوایی

### سینما
| سال  | عنوان                              | نقش                 | یادداشت |
| ---- | ---------------------------------- | ------------------- | ------- |
| ۲۰۰۰ | کوکائین                            | بزرگ‌سالی کریستینا   |         |
| ۲۰۰۱ | پرل هاربر                          | پرستار بتی بایر     |         |
| ۲۰۰۱ | چادرنشینان شاد                     |                     |         |
| ۲۰۰۲ | تنبل‌ها                             | آنجلا               |         |
| ۲۰۰۳ | راهب ضدگلوله                       | جید 'بد گرل' کرنسکی |         |
| ۲۰۰۴ | دختران سفیدپوست                    | هیثر                |         |
| ۲۰۰۵ | شهر گناه                           | گلودی و وندی        |         |
| ۲۰۰۵ | دو نفر برای پول                    | الکساندرا           |         |
| ۲۰۰۵ | دوجینش ارزان‌تر است ۲               | آنه                 |         |
| ۲۰۰۶ | بهانه                              |                     |         |
| ۲۰۰۶ | مسافر                              | سامانتا             |         |
| ۲۰۰۷ | آن‌ها منتظرند                       | سارا                |         |
| ۲۰۰۸ | روح                                | لورلی               |         |
| ۲۰۰۹ | ولنتاین خونین من                   | سارا پالمر          |         |
| ۲۰۰۹ | پسرهای طرفدار                      | آمبر                |         |
| ۲۰۱۰ | انتظار برای همیشه                  | سوزان               |         |
| ۲۰۱۰ | روز مادر                           | بت                  |         |
| ۲۰۱۲ | دم‌قرمزها                           | اکسیس ماری          | صداپیشه |
| ۲۰۱۲ | شب خاموش                           | آبری                |         |
| ۲۰۱۴ | شهر گناه: بانویی که به خاطرش می‌کشم | گلودی و وندی        |         |
| ۲۰۱۵ | غیرمرگبار                          | شوالیه              |         |
| ۲۰۱۸ | نقشه فرار ۲: جهنم                  | ابیگل راس           |         |
| ۲۰۱۹ | نقشه فرار ۳: ایستگاه شیطان         | ابیگل راس           |         |

### تلویزیون
| سال       | عنوان                    | نقش         | یادداشت                   |
| --------- | ------------------------ | ----------- | ------------------------- |
| ۲۰۰۵      | او. سی                   | مری         | قسمت: "بازگشت نانا"       |
| ۲۰۰۹–۲۰۰۸ | گری مجرد                 | ونسا        | نقش اصلی (فصل ۱)، ۱۳ قسمت |
| ۲۰۱۲–۲۰۰۹ | جنگ ستارگان: جنگ‌های کلون | آورا سینگ   | صداپیشه، ۷ قسمت           |
| ۲۰۱۵–۲۰۱۱ | هارت آو دیکسی            | لمون بریلند | نقش اصلی                  |
| ۲۰۱۴      | کمدی بنگ! بنگ!           | شیلا        |                           |
| ۲۰۱۶      | مرغ ربات                 | شانی/آنیتا  | صداپیشه                   |
| ۲۰۲۱–۲۰۱۹ | تابستان سیاه             | رز          | نقش اصلی                  |

### موزیک ویدئو
| سال  | عنوان             | هنرمند       |
| ---- | ----------------- | ------------ |
| ۱۹۹۹ | "عکس بگیر"        | فیلتر        |
| ۲۰۰۵ | "ارابه"           | گوین دگراو   |
| ۲۰۰۹ | "هرگز نگو هرگز"   | د فری        |
| ۲۰۱۰ | "مرا زنده بسوزان" | وی آر د فالن |
| ۲۰۱۲ | "اندوه تابستانی"  | لانا دل ری   |
| ۲۰۲۱ | "آخرین بار"       | ال‌پی         |